# Öh (digramme)
Cette page contient des caractères spéciaux ou non latins. S’ils s’affichent mal (▯, ?, etc.), consultez la page d’aide Unicode.
Öh (minuscule öh) est un digramme de l'alphabet latin composé d'un O tréma (Ö) et d'un H.

## Linguistique
- En allemand, le digramme « öh » correspond généralement à [øː].

## Représentation informatique
Comme la majorité des digrammes, il n'existe aucun encodage de Öh sous un seul signe, il est toujours réalisé en accolant un O tréma (Ö) et un H,.